# Heinz Thoma (Architekt)
Heinz Thoma (* 26. Februar 1904 in Bonn; † 14. März 1994 in Erkrath) war ein deutscher Architekt.

## Leben
Heinz Thoma schloss sein Architektur-Studium an der Technischen Hochschule München und der Technischen Hochschule Aachen mit dem akademischen Grad Diplom-Ingenieur ab und wirkte vor allem in Bonn und Düsseldorf.
Nach Tätigkeit in verschiedenen Ateliers Düsseldorfer Architekten wurde er Assistent bei Clemens Holzmeister an der Kunstakademie Düsseldorf. 1931 gewann er seinen ersten großen internationalen Wettbewerb für den Bau eines Krankenhauses in Zagreb. Ab 1933 arbeitete er selbständig in Düsseldorf.

## Sakralbauten

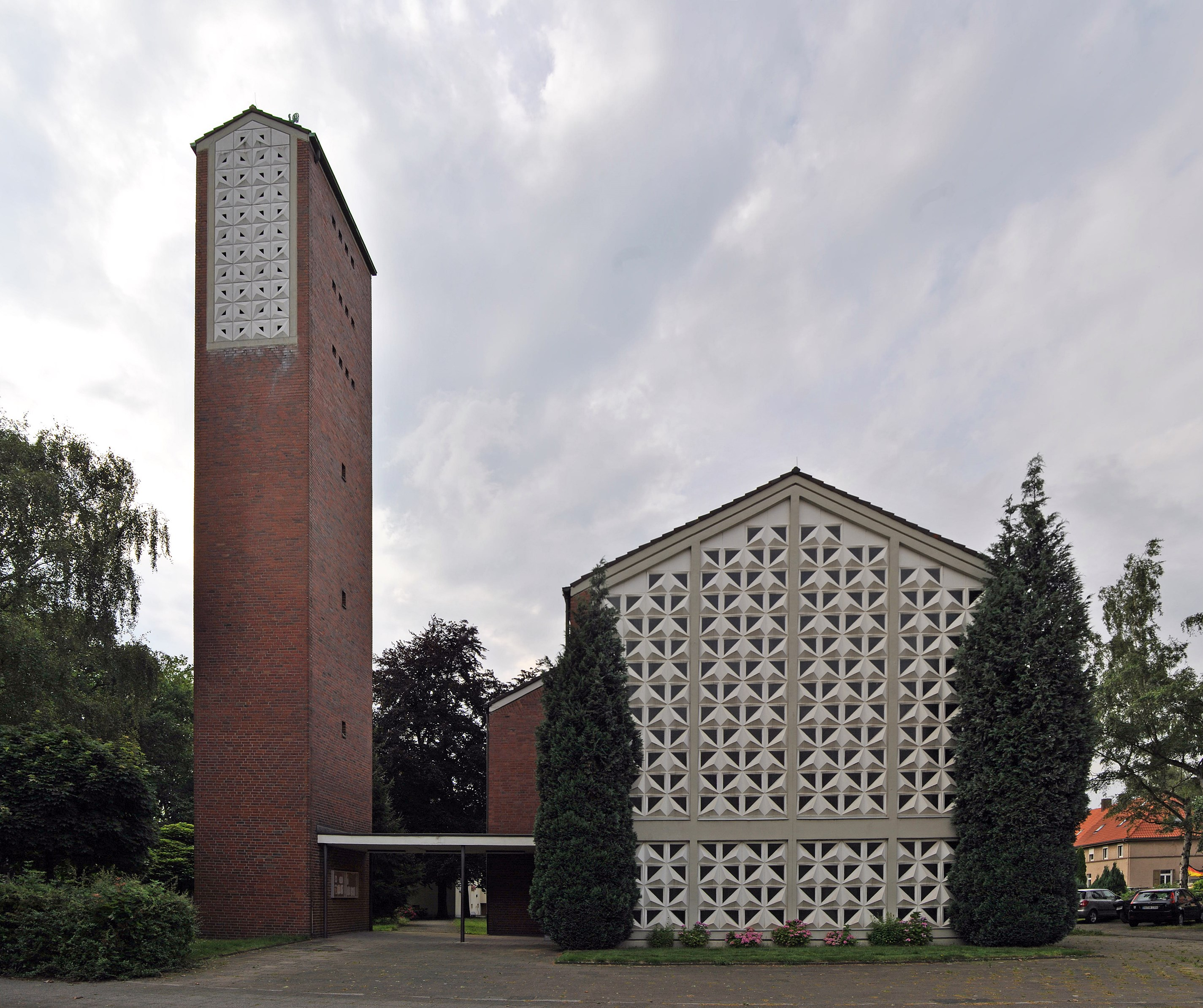
St. Joseph, Duisburg-Wedau (1961–1962)

Ein frühes Bauwerk Thomas ist das Mutterhaus der Elisabeth-Schwestern in Essen-Schuir, das 1936 eingeweiht wurde.
Thoma entwarf in den 1950er Jahren die Kirchen St. Maria Hilfe der Christen in Lörick, 1955 das Kloster mit der bemerkenswerten Klosterkirche St. Antonius des Franziskanerordens mitten in der Düsseldorfer Innenstadt, dessen Abriss 2014 beschlossen wurde, und St. Jakobus in Oberhausen-Osterfeld. Wenig später folgten die 1961 errichtete und mittlerweile unter Denkmalschutz stehende Kirche St. Joseph in Wattenscheid (2007 stark verändert) sowie der Neubau und die Mitgestaltung der Inneneinrichtung der 1961 bis 1962 errichteten Kirche St. Joseph in Duisburg-Wedau. Des Weiteren leitete er 1984 die Restaurierung der Kirche St. Lambertus in Kalkum. Die Kirche St. Hedwig in Düsseldorf-Eller, die Thoma in den 1970er Jahren zusammen mit Hans Geiser entwarf, ist mittlerweile profaniert und in ein Seniorenzentrum umgewandelt worden.

## Bauten
- 1935: Wohnhaus in Bocholt
- 1936: Zur Reichsausstellung Schaffendes Volk Künstlerhaus für August Wilhelm Goebel in der damals so genannten „Schlageterstadt“, heute Franz-Jürgens-Straße 3, in der Golzheimer Siedlung.
- 1938: Wohnhaus in Mönchengladbach[12]
- 1939–1940: Wohnhausblock der Rheinwohnungsbau in Düsseldorf-Gerresheim
- 1949–1952: Rheinische Girozentrale und Provinzialbank (spätere WestLB) Ecke Friedrichstraße / Fürstenwall in Düsseldorf-Friedrichstadt[13], abgerissen 2017.
- 1949–1955: Wiederaufbau der kath. Kirche St. Bruno (Düsseldorf)
- vor 1952: eigenes Wohnhaus in Düsseldorf[14]
- vor 1952: Wohnhaus Dr. K. in Düsseldorf[14]
- vor 1952: Haus Dr. M. in Hameln[14]
- vor 1954: Haus Th. in Düsseldorf[14]
- vor 1954: Wohnhaus Dr. W. in Essen[14]
- vor 1954: Wohnhaus in Meerbusch[14]
- vor 1954: Haus P. in Mönchengladbach[14]
- vor 1954: Haus B. in Mönchengladbach[14]
- 1955: Verbandsgebäude des Deutschen Sparkassen- und Giroverbandes e. V. in Bonn[14]
- 1955: kath. Kirche St. Elisabeth (Düsseldorf-Reisholz)[14]
- vor 1958: Verwaltungsgebäude der Rheinpreußen AG für Bergbau und Chemie in Duisburg-Homberg, Baumstraße[14][15]
- 1959–1961: Verwaltungsgebäude der Rheinischen Girozentrale und Provinzialbank, Elisabethstraße 65[14]
- 1959–1961: Karmelkirche Mutter vom guten Rat in Duisburg, Karmelplatz 9[16]
- vor 1966: Turnhalle der Bergbauberufsschule Niederrhein in Moers[14]
- 1972–1974: kath. Kirche St. Hedwig, Düsseldorf-Eller